# عملة عطارد عشرة سنت
عملة العشرة سنتات عطارد هي عملة معدنية بقيمة عشرة سنتات سكتها دار سك العملة الأمريكية في أواخر عام 1916 حتى عام 1945. صممها أدولف وينمان ويشار إليها أيضًا باسم عملة رأس الحرية المجنحة وقد اكتسبت اسمها الشائع لأن تصوير وجهها الأمامي لليبرتي الشابة التي يمكن التعرف عليها من خلال قبعتها الفريجية المجنحة خُلط بينها وبين الإله الروماني عطارد. ويعتقد أن وينمان استخدم إلسي ستيفنز زوجة المحامي والشاعر والاس ستيفنز كنموذج. ويظهر على الوجه الخلفي للعملة حزمة ترمز إلى الوحدة والقوة وغصن زيتون يرمز إلى السلام.
بحلول عام 1916 سكت العشرة سنتات والربع والنصف دولار التي صممها كبير النقاشين في دار سك العملة تشارلز إي. باربر مقابل 25 سنة ويمكن لوزارة الخزانة استبدالها -والتي تعد دار سك العملة جزءًا منها- دون الحصول على إذن من الكونجرس. كان مسؤولو دار سك العملة يعتقدون خطأً أن التصميمات يجب أن تتغير فعقدوا مسابقة بين ثلاثة نحاتين -فاز فيها باربر- الذي كان في منصبه لمدة 36 عامًا وشارك أيضاً. اختيرت تصميمات وينمان للدولار العشري والنصف.
مع أن تصميم العملة الجديدة كان موضع إعجاب لجمالها إلا أن دار سك العملة أدخلت تعديلات عليها بعد أن علمت أن مصنعي آلات البيع يواجهون صعوبات في جعل العملة الجديدة من فئة العشرة سنتات تعمل في أجهزتهم. ثم استمر سك العملة حتى عام 1945 عندما أمرت وزارة الخزنة بتصميم جديد [الإنجليزية]
 يحمل صورة الرئيس المتوفى حديثًا فرانكلين روزفلت ليحل محلها. كما سكت عملة العشرة سنتات ميركوري مرة أخرى ولكن بالذهب بمناسبة الذكرى المئوية لتأسيسها في عام 2016.

## البداية
في 26 سبتمبر 1890 أقر الكونجرس الأمريكي قانونًا ينص على:
"يحق لمدير دار سك العملة بموافقة وزير الخزانة أن يصدر أوامر بإعداد واعتماد تصاميم جديدة... ولكن لا يجوز إجراء أي تغيير في تصميم أو قالب أي عملة أكثر من مرة واحدة كل خمسة وعشرين عامًا من تاريخ اعتماد التصميم لأول مرة... ولكن يحق لمدير دار سك العملة -مع ذلك- بموافقة وزير الخزانة الاستعانة مؤقتًا بخدمات فنان أو أكثر من الفنانين المتميزين في أقسامهم الفنية والذين يتقاضون أجرًا مقابل هذه الخدمة من المخصصات الطارئة لدار سك العملة في فيلادلفيا."

قدمت عملة باربر في عام 1892 عملات مماثلة من فئة العشرة سنتات وربع دولار ونصف دولار جميعها من تصميم كبير النقاشين في دار سك العملة تشارلز إي. باربر. جاء هذا التقديم بعد مسابقة تصميم لاستبدال عملة سيتد ليبرتي التي سكت منذ ثلاثينيات القرن التاسع عشر. وكانت دار سك العملة قد عرضت جائزة صغيرة فقط للفائز ورفض جميع الفنانين المدعوين تقديم المشاركات. كانت المسابقة مفتوحة للجمهور ولم تجد لجنة التحكيم أي مشاركة مناسبة. استجاب مدير دار سك العملة إدوارد ليتش للمنافسة الفاشلة بتوجيه باربر لإعداد تصميمات جديدة للعملات المعدنية من فئة العشرة سنتات والربع دولار ونصف الدولار. وأثارت عملة باربر بعد إصدارها استياءً عامًا كبيرًا.
بدءًا من عام 1905 حاولت الإدارات الرئاسية المتعاقبة جلب تصميمات حديثة وجميلة لعملات الولايات المتحدة. بعد إعادة تصميم النسر المزدوج والنسر ونصف النسر وربع النسر في عامي 1907 و1908 فضلاً عن إعادة تصميم البنس والنيكل في عامي 1909 و1913 على التوالي، بدأ دعاة استبدال عملات باربر في الضغط من أجل التغيير عندما انتهت المدة الدنيا للعملات في عام 1916. وفي وقت مبكر من عام 1914 قدم فيكتور ديفيد برينر مصمم عملة لينكولن سنت تصميمات غير مرغوب فيها للعملات الفضية. وقيل له ردًا على ذلك أن وزير الخزانة ويليام جي ماكادو كان مشغولًا تمامًا بأمور أخرى.
في 2 يناير 1915 ظهرت مقابلة مع آدم م. جويس، المشرف على دار سك العملة في فيلادلفيا في صحيفة "ميشيغان للتصنيع والسجل المالي":
على حد علمي... لا توجد نية لإصدار عملات معدنية جديدة من فئات 50 و25 و10 سنتات. مع ذلك إذا طُرح أي تغيير،نأمل جميعًا أن تُنتج عملات معدنية أكثر فعالية ورضا من عملات سانت جودان الحديثة من فئة النسر المزدوج والنسر وعملات برات من فئة النصف والربع. كذلك فإن عملات النيكل الجاموسية وبنس لينكولن معيبة من الناحية العملية. وقد نتج كل ذلك عن رغبة الحكومة في سك العملات بما يرضي الفنانين وليس الصاغة الفعليين.

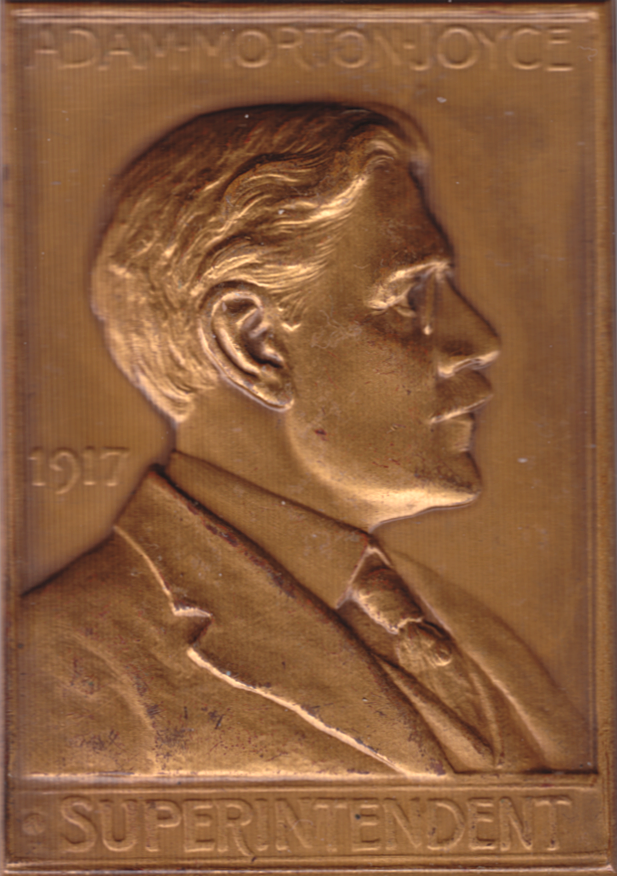
أدان آدم م. جويس المشرف على دار سك العملة في فيلادلفيا عملة لينكولن وغيرها من العملات الجديدة معتقدًا أنها كانت سيئة للغاية. لوحة من تصميم جورج تي مورجان.

في يناير 1915 أرسل مساعد وزير الخزانة ويليام ب. مالبورن مذكرة إلى ماكادو بشأن العملات الفضية الفرعية مشيرًا إلى أن "العملات الفضية الحالية من فئة نصف دولار وربع دولار وعشرة سنتات قد خضعت للتغيير عام 1892 ومن ثم قد يُعتمد تصميم جديد عام 1916. ويمكن القيام بذلك في أي وقت من السنة." وردًا على ذلك كتب ماكادو في المذكرة: "فلتُقدّم دار السكّ تصاميمها قبل أن نجرب أي تصميم آخر."
في أبريل 1915 تولى روبرت دبليو وولي منصب مدير دار سك العملة. في 14 أبريل طلب من المشرف جويس أن يطلب من كبير النقاشين باربر -الذي كان في ذلك الوقت في عامه السادس والثلاثين- أن يتولى هذا المنصب سنة في المنصب لإعداد تصاميم جديدة. وفي اليوم نفسه طلب مالبورن رأي محامي وزارة الخزانة بشأن وجهة نظر الدار القائلة بإمكانية إصدار تصاميم جديدة للفئات الثلاث في عام 1916. في 17 أبريل رد مكتب المحامي بأن دار سك العملة يمكنها تغيير التصميمات. في ذلك الوقت كانت دار سك العملة مشغولة بشدة بإنتاج إصدار العملة التذكارية لبنما والمحيط الهادئ ولم يتم اتخاذ أي إجراء فوري. في أكتوبر استدعي باربر إلى واشنطن لمناقشة تصميمات العملات مع وولي مع أنه من غير المؤكد ما إذا كان قد أعد بالفعل رسومات للعملات الجديدة أم لا.
في 3 ديسمبر التقى وولي مع لجنة الفنون الجميلة. وطلب وولي من اللجنة الاطلاع على الرسومات التي أنتجها قسم النقش التابع للدار. وكان باربر حاضراً لشرح عملية سك العملة لأعضاء اللجنة. واقترح وولي على الأعضاء أنه إذا لم يعجبهم عمل دار السك فيجب عليهم اختيار نحاتين لتقديم تصميمات للقطع الجديدة. وكان هدف وولي هو الحصول على تصميمات مميزة للعملات من فئة العشرة سنتات والربع والنصف دولار - في السابق كانت القطع الثلاث متطابقة تقريبًا. وأبلغ المدير اللجنة أنه بما أن العملة المعدنية الحالية كانت قيد الاستخدام لمدة 25 عامًا كان لا بد من تغييره - وهو ما أطلق عليه المؤرخ العملاتي ديفيد لانج "سوء تفسير قوانين العملات".
لم تعجب اللجنة الرسومات الصادرة عن دار سك العملة (التي قدمها باربر) واختارت النحاتين أدولف وينمان وهيرمون ماكنيل وألبين بولاسيك لتقديم مقترحات بشأن العملات الجديدة. كما يمكن للنحاتين تقديم رسومات متعددة. مع أن دار سك العملة كان بإمكانها أن تقرر استخدام تصميم على فئة لم يقصدها نحاتها إلا أن التصميمين لم يكونا قابلين للتبادل بشكل كامل - فبموجب القانون كان لابد أن يظهر النسر على ظهر ربع دولار ونصف دولار ولكن لا يمكن أن يظهر على العملة المعدنية من فئة العشرة سنتات. كان وولي يأمل أن ينجح كل نحات بقطعة واحدة.

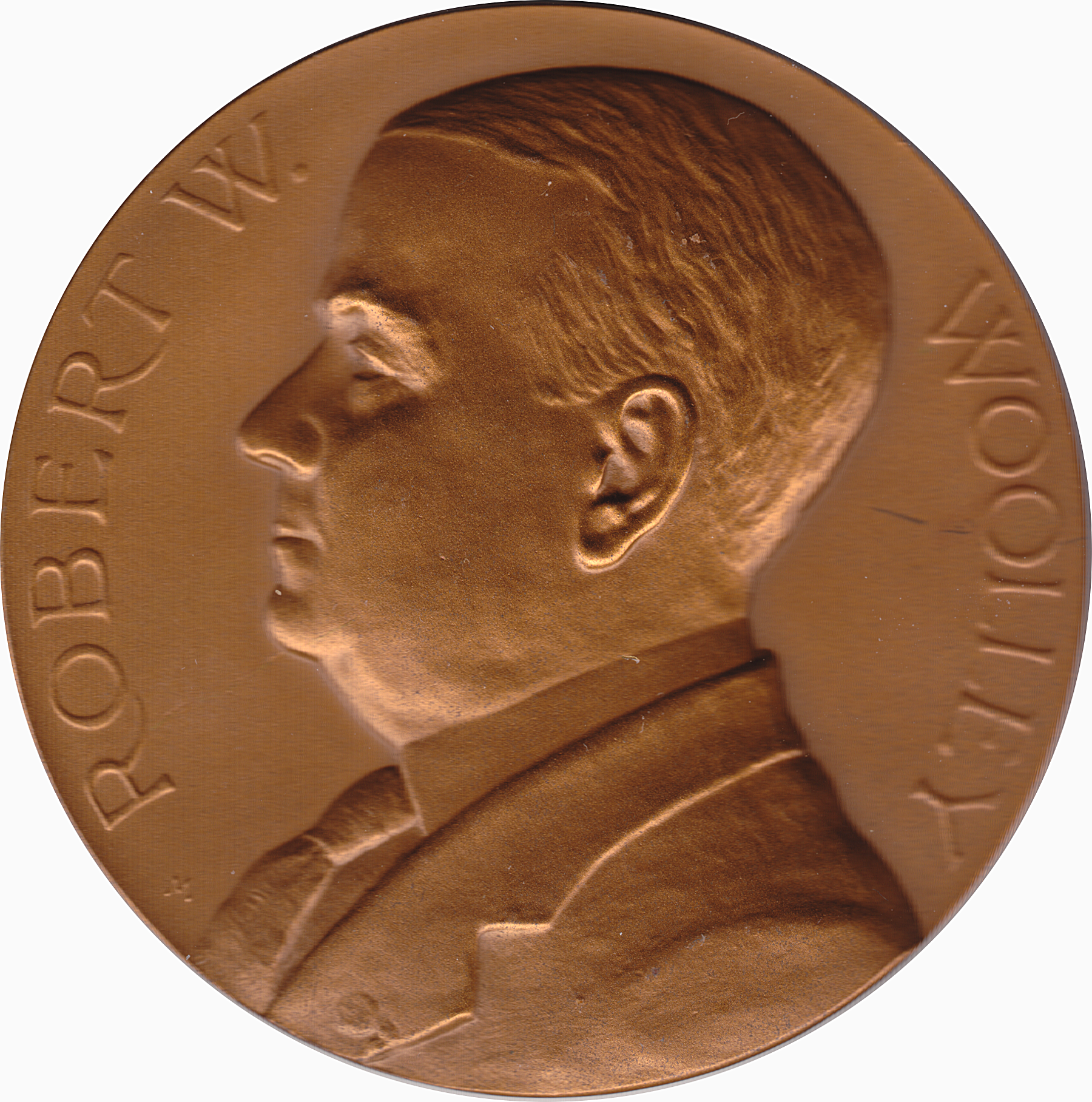
دعا مدير دار سك العملة روبرت دبليو وولي (الذي يظهر على ميدالية دار سك العملة الخاصة به والتي صممها النقاش المساعد جورج تي مورجان) إلى إنهاء عملات باربر مع أنه ربما لم يفهم أنه لا ينبغي له استبدالها.

وفي منتصف فبراير/شباط قدم النحاتون الثلاثة رسومات التصميم وفي 23 فبراير/شباط التقوا مع وولي في نيويورك حتى يتمكن الفنانون من تقديم عروض العمل له والإجابة على أسئلته. بعد المناقشات بين وولي وماكادو أُخطر وينمان في 28 فبراير/شباط بأنهم قاموا باختيار خمسة من رسوماته - للعملة المعدنية من فئة العشرة سنتات ونصف الدولار وظهر الربع دولار. في اليوم نفسه كتب وولي إلى ماكنيل ليخبره أنه سوف ينحت الوجه الأمامي للربع وكتب إلى بولاسيك ليخبره بعدم نجاحه. أقنع أعضاء اللجنة وولي بأنه لا ينبغي أن يُعهد بالكثير إلى فنان واحد وسمح لماكنيل بتصميم جانبي الربع بشرط أن يُجري التعديلات على مقترحه.
في 3 مارس أعلن عن العملات الجديدة علنًا حيث أشارت وزارة الخزانة إلى أنه "يجب تغيير تصميمات هذه العملات بموجب القانون كل 25 عامًا وتنتهي فترة الـ 25 عامًا الحالية في عام 1916.  وأشار البيان الصحفي إلى أن وزارة الخزانة تأمل أن يبدأ إنتاج العملات الجديدة في غضون شهرين تقريبًا بمجرد الانتهاء من التصميمات. في نفس اليوم كتب وولي إلى منت إنغرافر باربر وأخبره أن رسوماته قد رُفضت وأن النماذج من وينمان وماكنيل ستصل إلى دار سك العملة في فيلادلفيا في موعد أقصاه مايو. 1. وفقًا لمؤرخ العملات والتر برين أصبح باربر "عابسًا وغير متعاون تمامًا". يلاحظ لانج أن "التأخيرات العديدة التي واجهها الفنانون أثناء صقل نماذجهم مع تجنبهم في الوقت نفسه العقبات التي وضعها باربر في طريقهم. ومع أن ملاحظاته بشأن العديد من جوانب سك العملة العملية كانت دقيقة للغاية إلا أنه كان من الممكن تقديمها بطريقة بناءة أكثر." في كتابه عن عملات العشرة سنتات عطارد يلاحظ لانج أن باربر -الذي كان قد بلغ من العمر آنذاك 75- "أُجبر على مدى السنوات العشر الماضية على المشاركة في التراجع المنهجي عن إنجازات العمر"؛ كان عليه أن يشارك في العملية التي أسفرت عن استبدال العملات المعدنية التي صممها الآخرون بالعملات التي صممها هو.
ومع القطع الجديدة كان من المفترض أن تشهد جميع العملات الأمريكية تغييرًا حديثًا في التصميم (لم يكن دولار مورجان يُسك في ذلك الوقت). وفقًا لعمود نُشر في مجلة عالم الفن في وقت لاحق من عام 1916:
منذ ذلك اليوم [القرن التاسع عشر] شهدنا تطورًا فنيًا كبيرًا في سكّ عملاتنا. واستُخدم نحاتون مرموقون وحققوا نتائج باهرة... والآن سنحصل على نصف دولار جديد وعشرة سنتات جديدة من تصميم واينمان وربع دولار جديد من تصميم ماكنيل. [ك‍]. في المجمل يبدو هذا إنجازًا مذهلًا بالنظر إلى الماضي.

## التصميم

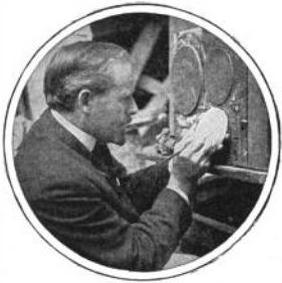
من المعتقد على نطاق واسع أن أدولف وينمان استخدم جارته إلسي ستيفنز كنموذج لعملة العشرة سنتات عطارد.

لم يكشف وينمان مطلقًا عن اسم النموذج الموجود على الوجه الأمامي ولم يزعم أي شخص على الإطلاق أنها كانت هي. ومع ذلك يُعتقد على نطاق واسع أن تمثال الحرية المجنح كان مبنيًا على تمثال نصفي نحته وينمان عام 1913 لإلسي ستيفنز -زوجة والاس ستيفنز-. وقد كان والاس ستيفنز محامياً ومديراً تنفيذياً في شركة تأمين ثم أصبح مشهوراً كشاعر، وقد استأجر والاس وإلسي ستيفنز شقة من وينمان من عام 1909 إلى عام 1916. وفي مسودة سيرته الذاتية غير المنشورة كتب وولي أن واينمان رفض تسمية النموذج لكنه أخبره أنها زوجة محامٍ يعيش فوق شقته في مانهاتن (حذف وولي -في نسخة لاحقة- الموقع قائلاً فقط: أن واينمان قال إنها زوجة صديق محامٍ). سجل وولي أنه قيل له: أن النموذج كان يرتدي الجزء العلوي من زوج قديم من الجوارب لمحاكاة الغطاء. في عام 1966 لاحظت هولي ستيفنز -ابنة والاس وإلسي- في نسختها من رسائل والدها أن إلسي كانت النموذج لعملة العشرة سنتات ونصف الدولار التي صممها وينمان. كما أن ملامح الحرية تحمل تشابهًا مع وجه النصر في مجموعة التماثيل التي صممها وينمان عام 1909 والتي أقيمت في بالتيمور نصب تذكاري لجنود الاتحاد والبحارة.

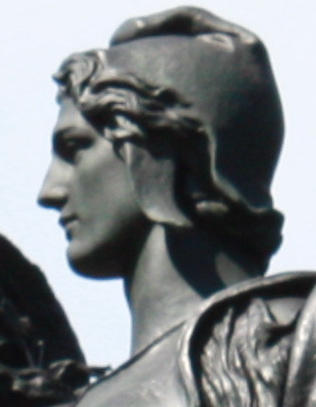
يُقال إن تمثال النصر الذي صنعه وينمان عام 1909 في نصب جنود الاتحاد والبحارة في بالتيمور يحمل سمات تشبه تلك الموجودة على العملة المعدنية من فئة عشرة سنتات.

تصور عملة وينمان المعدنية التي تساوي عشرة سنتات الحرية مع إكليل من تجعيدات الشعر الضيقة وترتدي قبعة الحرية التقليدية. وقد أثار تصويره للقبعة على شكل قبعة مجنحة مقارنات مع عملة الديناري في الجمهورية الرومانية والتي اعتبرها مؤرخ الفن كورنيليوس فيرمول سطحية. وكتب وينمان أنه يعتبر الغطاء المجنح رمزًا لـ"حرية الفكر". يقترح فيرمول أن أحد أسباب استخدام الأجنحة هو أن وينمان -على غرار العديد من الفنانين في تقليد أوغسطس سانت جودنز- الذي درس وينمان تحت إشرافه أحب تأثير الريش البارز. حيث يصور الوجه الخلفي حزمة وهو الشيء الذي يحمله الليكتورون الذين كانوا يرافقون القضاة الرومان، وعلى العملة المعدنية يمثل الحرب والعدالة. ويتناقض مع غصن الزيتون الكبير الذي يرمز إلى السلام. وفقًا لبرين "الرسالة الرمزية التي يوجهها وينمان في هذا التصميم ... كان من الواضح أنه تحديث لـ"لا تدوس علي". تربط الحزمة أفقيًا وقطريًا بحزام جلدي مع وجود الأطراف السائبة في الأسفل. كتبت الحروف على الطراز الروماني وصممت بطريقة سرية قدر الإمكان. يظهر شعار وينمان إيه دبليو على الوجه الأمامي في منتصف المسافة بين التاريخ والحرف واي في كلمة "LIBERTY". كما توجد علامة دار السك على الوجه الخلفي على يمين الحرف إي الأول في كلمة "ONE DIME".

وقد وصف وولي التصميم في تقريره لعام 1916 إلى وزير الخزانة:
نظراً لصغر حجمها كان تصميم العملة المعدنية من فئة العشرة سنتات مصمم ببساطة. يظهر على الوجه وجه الحرية بغطاء مجنح. أما الرأس فبسيط ومتين الشكل ومظهره قوي. أما الوجه الخلفي فيظهر عليه تصميم حزمة من القضبان مع فأس حربي تُعرف باسم "الحزم" وترمز إلى الوحدة حيث تكمن قوة الأمة. ويحيط بالحزم غصن زيتون كثيف الأوراق رمزاً للسلام.

## التحضير

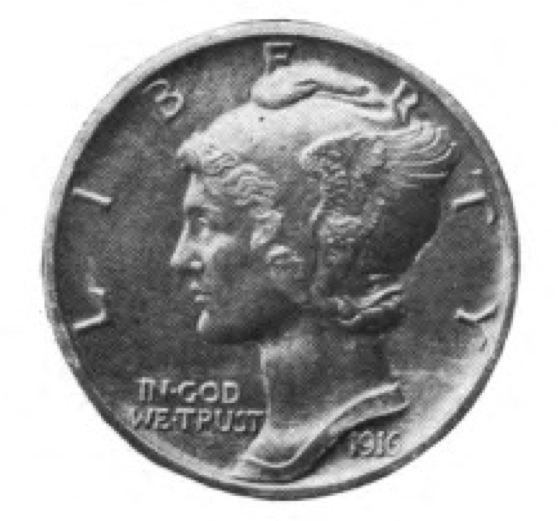
نمط من عملة العشرة سنتات ميركوري الصادرة عام 1916 كما هو موضح في تقرير مدير دار سك العملة في ذلك العام. لاحظ أن الرأس يقع أبعد إلى يمين العملة المعدنية مقارنة بالقطعة الصادرة ويغطي الرأس مساحة أقل من الحرف "E". كما أن شعار وينمان غائب أيضًا.

بعد نجاح وينمان في المسابقة قام بزيارة دار سك العملة لمناقشة تحويل نماذجه إلى قوالب جاهزة. في المرة الأولى وجد باربر غائبًا لكنه أجرى محادثة مثمرة مع النقّاش المساعد جورج تي مورجان لفترة طويلة. تلت ذلك زيارات أخرى وفي 29 مارس/آذار كتب وولي إلى المشرف جويس: "سرًّا شعر النحاتون الذين يصممون العملات الجديدة أن السيد مورغان كان في رحلتهم الأخيرة أكثر ودًّا وتعاونًا من السيد باربر. أُدرك أنني أتعامل مع مزاجين فنيين من كلا الطرفين." أجّلت حالة حادة من التهاب اللوزتين عمل واينمان ودفعته إلى طلب تمديد الموعد النهائي في الأول من مايو/أيار. وفي 29 مايو كتب وولي إلى وينمان أن التصميمات لكل من فئة العشرة سنتات ونصف الدولار قد قبلتها دار سك العملة. 

وبما أنه لم تسك أي قطعة من عملات باربر من أي من الفئات الثلاث في عام 1916 فقد كان الطلب المكبوت مرتفعًا. أما في 24 يونيو فقد كتب وولي إلى جويس:
وبعد يومين قاموا بإيقاف العمل على القوالب عندما تقرر أن الحروف غير مميزة بشكل كافٍ. ومع ذلك فإن التأخير لم يمنع دار سك العملة من الموافقة على الدفع إلى وينمان مقابل تصميماته. وفي 15 يوليو استقال وولي من منصبه كمدير لدار سك العملة ليعمل كرئيس للدعاية لحملة إعادة انتخاب ويلسون. وبما أن المدير الجديد فريدريش يوهانس هوغو فون إنجيلكين لم يتولى منصبه حتى الأول من سبتمبر عام 1916 أصبح فريد إتش تشافين مديرًا بالنيابة. ومع عدم جاهزية أي من التصميمات الجديدة للإنتاج والطلب الكبير على العملات المعدنية الصغيرة لم يكن أمام دار سك العملة أي بديل سوى ضرب عملات العشرة سنتات والربع دولار من عملات باربر بالملايين.
وبعد معالجة مشاكل الحروف أوقف القائم بأعمال المدير تشافين إنتاج عملات العشرة سنتات من صنع باربر في 29 أغسطس وأمر ببدء إنتاج عملات العشرة سنتات من صنع ميركوري في اليوم التالي في دار سك العملة في فيلادلفيا. وكان باربر قد أعد قوالب لدار سك العملة في دنفر وسان فرانسيسكو ولكنها كانت لا تزال في مرحلة النقل. وأرسلت كميات صغيرة من العملة المعدنية الجديدة إلى مصنعي آلات البيع والهواتف العمومية؛ وفي السادس من سبتمبر/أيلول أبلغت شركتان عن مشاكل مع العملات المعدنية. واشتكت شركة إيه تي آند تي من أن العملات الجديدة سميكة للغاية ولن تعمل في هواتفها. كما طلبت شركة أميركان سيلز ماشينز (المملوكة لكلارنس دبليو هوبز والذي تسببت شكواه في تأخير إصدار عملة النيكل من فئة بافالو) إجراء تغييرات على التصميم حتى يتمكن جهاز كشف التزوير الخاص بها من العمل. وأمر فون إنجيلكين بوقف إنتاج العملات المعدنية من فئة العشرة سنتات. ففي الواقع لم تكن العملة المعدنية ذات العشرة سنتات سميكة للغاية لكن حافة العملة ضربت عالياً للغاية وهو عيب يُعرف باسم "الزعانف". وقد كانت هذه مشكلة مستمرة أثناء إنتاج تصميم وينمان ولكن كان يُعتقد أنها صححت. ولم تسك أي عملة معدنية من فئة العشرة سنتات بعدها في دور سك العملة الغربية. لكن قاموا باستئناف سك عملات العشرة سنتات. بعد ظهور مقال يقتبس من جويس في الصحافة وأصدر فون إنجلكن تعليمات لموظفيه بعدم التحدث إلى الصحفيين.
كانت المشاكل المتعلقة بالعملة المعدنية قد شكلت إحراجًا محتملاً في ظل الحملة الرئاسية الجارية. وسأل ماكادو عن المدة التي سوف تستغرقها عملية التوصل إلى تصميم آخر فأُبلغ أن الأمر سوف يستغرق عدة أشهر. وبدلاً من ذلك قام وينمان بإعداد تصميمات معدلة ففصل حروف "LIBERTY" قليلاً عن الحافة وخفض النقش البارز. فوافقت شركة ماكادو على التصميم المعدل في 28 سبتمبر. وقد خففت هذه التغييرات من مخاوف الشركتين. وفي السادس من أكتوبر سمح فون إنجيلكين لجويس بإنتاج قوالب العملات المعدنية، ووضعت العملات المعدنية الجديدة في الإنتاج. كما أذيبت الضربات السابقة بما في ذلك تلك التي قاموا باستعادتها من شركات الاختبار مع أن هناك عينة واحدة معروفة موجودة حاليًا.

## الإصدار والإنتاج: الخلافات حول الاسم والتصميم

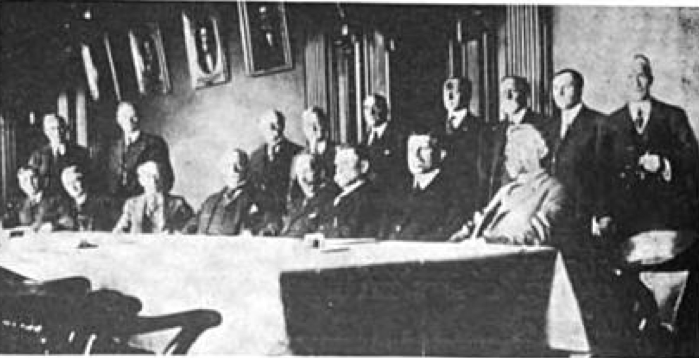
اجتمعت لجنة التحليل الأمريكية لعام 1916 يومي 9 و10 فبراير 1916 لاختبار العملات المعدنية من العام السابق للتأكد من أنها تلبي المواصفات. ومن بين الأعضاء والمسؤولين في دار سك العملة الذين ظهروا في الصورة مدير دار سك العملة آنذاك روبرت دبليو وولي (الذي يقف الرابع من اليسار) والنقاش في دار سك العملة الأمريكية في فيلادلفيا تشارلز إي باربر (الذي يقف الثالث من اليسار) ومدير دار سك العملة في فيلادلفيا آدم جويس (الذي يقف في أقصى اليمين).

طرحت عملة العشرة سنتات ميركوري للتداول في 30 أكتوبر 1916 وهو نفس اليوم الذي توقف فيه إنتاج عملة العشرة سنتات باربر. واشتكت عدة صحف من أن شعار وينمان كان بارزًا للغاية على الوجه الأمامي، ووفقًا لصحيفة نيويورك تايمز كانت وزارة الخزانة تفكر في إزالته. وفي الرابع من نوفمبر استفسر وينمان من جويس عما إذا كان هناك أي تفكير في إزالة العملة، وتلقى ردًا على ذلك مجاملات على تصميمه وبيان جويس بأن دار السك ليست مسؤولة عن ما ظهر في المطبوعات. ثم كتب وينمان مرة أخرى على أمل إجراء تغييرات على العملة المعدنية المكونة من عشرة سنتات لكن قيل له إن قانون الكونجرس فقط هو الذي يمكنه تغيير التصميم.

ومن بين العملات المعدنية الثلاثة المتداولة التي سكت لأول مرة في عام 1916 كانت عملة العشرة سنتات ميركوري تحظى بإشادة خاصة. وفي اليوم الأول من التداول كانت الكميات المباعة محدودة في البنوك. فقد أطلقت إحدى صحف مينيابوليس عليه اسم "فأس المعركة" أو عملة "الجولف" وهو ما يعكس نقص المعرفة فيما يتعلق بالحزم. يبدو أن رسالة إلى المحرر في مجلة ذا نوميسمتس الصادرة في يناير 1917 هي أول إشارة نقدية إلى العملة المعدنية التي تحمل لقب "ميركوري". تتبع لانج تاريخ هذا الاسم الخاطئ:
توفي كبير النقاشين باربر في 18 فبراير 1917 بعد أن خدم لمدة 37 عامًا في المنصب. وكان خليفته هو مورجان البالغ من العمر 72 عامًا والذي خدم تحت قيادة باربر طوال فترة ولايته.
قاموا بسك العملة المعدنية من فئة العشرة سنتات بأعداد كبيرة حتى عام 1930 وذلك مع الاستثناء الملحوظ لإصدار 1916-دي ومن عام 1921 إلى عام 1923 عندما تسبب الركود الاقتصادي في انخفاض الحاجة إلى العملات المعدنية. ولم تسك أي عملة معدنية من فئة عشرة سنتات في عام 1922 وهي المرة الأولى التي يحدث فيها هذا منذ عام 1826. فمع بداية الكساد الأعظم انخفضت عمليات سك العملة مرة أخرى في عامي 1930 و1931، وعلق سك العملة المعدنية من فئة العشرة سنتات بالكامل في عامي 1932 و1933. إن تواريخ الضرب المنخفضة ليست نادرة اليوم حيث خزن الكثير منها كما ثبت أن العملات المعدنية ذات العشرة سنتات المؤرخة في عامي 1930 و1931 متاحة بسهولة من البنوك بمجرد تحسن الاقتصاد. ومع بداية انتعاش الاقتصاد مرة أخرى استؤنف سك العملة في عام 1934 وقاموا بسك العملة المعدنية من فئة العشرة سنتات بأعداد كبيرة كل عام حتى نهاية السلسلة.
في أوائل ثلاثينيات القرن العشرين ومع صعود الحركات الفاشية في أوروبا بدأت الاعتراضات تثار في الولايات المتحدة على وجود الفاشيات -شعار الحزب الفاشي الوطني الذي أسسه موسوليني- على ظهر العملة المعدنية من فئة العشرة سنتات. ومع ذلك أكد المدافعون عن العملة المعدنية ذات العشرة سنتات أن هذه العملات المعدنية كانت بمثابة رمز للوحدة.
أدت وفاة الرئيس فرانكلين روزفلت في أبريل 1945 إلى ظهور دعوات فورية لإصدار عملة معدنية تحمل صورته. ونظرًا لأن روزفلت كان مرتبطًا ارتباطًا وثيقًا بعملة العشرة سنتات وبما أن تصميم العملة العشرية يمكن استبداله دون الحاجة إلى إجراء من الكونجرس حيث قاموا بسكها لأكثر من 25 عامًا ولسنوات عديدة فاختارت وزارة الخزانة هذه الفئة لتكريم روزفلت. كما نفذ النقاش الرئيسي جون ر. سينوك -خليفة مورجان- التصميم الذي يظهر فيه روزفلت والذي حل محل عملة العشرة سنتات ميركوري في عام 1946 مما جعل عام 1945 هو العام الأخير الذي أنتجت فيه. ووفقًا لمديرة دار سك العملة نيلي تايلو روس فقد سُك ما مجموعه 2,677,232,488 من عملات العشرة سنتات العطاردية.

## الجمع

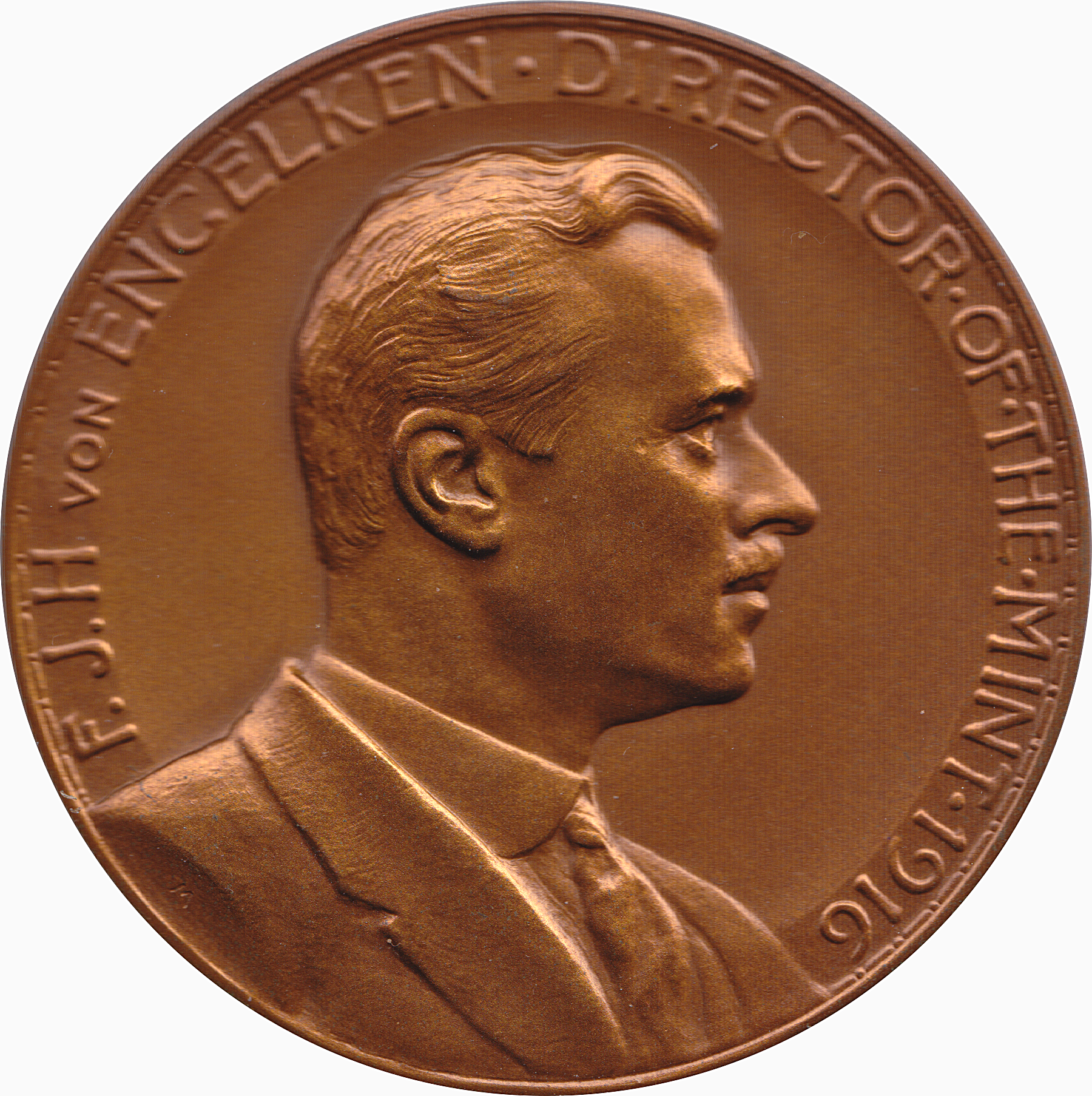
ميدالية دار سك العملة للمخرج فريدريش يوهانس هوغو فون إنجيلكن وقد صممها جورج تي مورغان الذي كان آنذاك مساعدًا للنقاش.

عملة الدايم ميركوري الصادرة عام 1916-د والتي سكت في دار سك العملة في دنفر هي التاريخ الرئيسي للسلسلة حيث قاموا بسك 264000 نسخة منها. قطع. كما يرجع انخفاض عدد العملات إلى أنه في نوفمبر 1916 أبلغ فون إنجلكن المشرفين الثلاثة على دار سك العملة بوجود طلب كبير على العملات المعدنية من فئة الأرباع، وأصدر تعليماته إلى دنفر بضرب العملات المعدنية من فئة الأرباع فقط حتى تُملأ. لم يُستأنف ضرب العملات المعدنية من فئة العشرة سنتات في دنفر حتى أواخر عام 1917 مما جعل عملة 1917-د نادرة نسبيًا أيضًا.
هناك عدد قليل من الأصناف المعروفة في سلسلة عملات العشرة سنتات عطارد. ويُطلق على العملة المعدنية لعام 1942/41 بشكل عام مصطلح "تاريخ زائد"، وهو في الواقع خطأ في القالب المزدوج حيث أخذ القالب الذي سكت العملات المعدنية منه طبعة واحدة من محور مؤرخ بعام 1942 وأخرى من محور مؤرخ بعام 1941 (حتى تسعينيات القرن العشرين كانت القوالب تتطلب ضربتين من المحور حتى يُطبع التصميم بالكامل). وصرح سينوك أن القطع ضربت على الأرجح في أواخر عام 1941 عندما كان تحضير قوالب عام 1942 جاريًا. كما قاموا بإنتاج 1942/1-د في ذلك الوقت أيضًا، مع أنه كان أقل وضوحًا للعين المجردة. وهناك نوع شائع آخر وهو "مايكرو س" الصادر عام 1945 والذي يحمل علامة دار سك العملة أصغر من المعتاد. حيث كان سبب هذا التنوع هو استخدام دار سك العملة في زمن الحرب لأداة ثقب (استخدمت لطبع علامات دار السك على القوالب والمحاور) والتي صُنِّعَت لاستخدامها مع العملات الفلبينية التي سكت في أوائل القرن العشرين في سان فرانسيسكو والتي لم يكن بها سوى مساحة صغيرة لعلامة دار السك. وابتداءً من عام 1928 أصدرت ألبومات العملات المعدنية من قبل الناشرين الخاصين -في الغالب على مجلد العملة- والتي استخدمت على نطاق واسع لجمع القطع. وقد أدى هذا إلى زيادة كبيرة في الاهتمام بجمع العملات الحالية حسب التاريخ وعلامة السك.
لم تسك العديد من عملات العشرة سنتات عطارد بالكامل مما يعني أن تفاصيل التصميم ضاعت حتى قبل دخول العملات المعدنية إلى التداول. وتعرض العملات المعدنية ذات العشرة سنتات المضروبة بشكل جيد للغاية "أشرطة كاملة" أي أن الأشرطة الأفقية على الواجهة تُظهر تفاصيل كاملة. أما في التداول فكان الجانب الخلفي يميل إلى إظهار التآكل بسهولة أكبر بسبب الحافة المنخفضة فيما يتعلق بارتفاع التصميم. وتظهر على معظم العملات المعدنية ذات العشرة سنتات المتداولة بشكل جيد المزيد من التآكل على الجانب الخلفي.
مع عدم سك أي عملات معدنية من فئة عشرة سنتات تعود لعامي 1923 أو 1930 في دنفر فمن الممكن العثور على عينات تبدو وكأنها عملات معدنية من فئة عشرة سنتات تعود لعامي 1923-د أو 1930-د. تسك هذه العملات المزيفة بالفضة الجيدة مما يسمح لصانع العملة بالاستفادة من الفرق بين تكلفة الإنتاج والقيمة الاسمية. كما لم تظهر هذه العملات إلا بعد الحرب العالمية الثانية ويعثر عليها دائمًا في حالة مهترئة ويُعتقد أنها سُكّت في الاتحاد السوفييتي وهي دولة معروفة بتزويرها للعملات الأمريكية خلال الحرب العالمية الثانية.

### مشروع عطارد
أرسلت عدة قطع معدنية من عملة ميركوري إلى الفضاء في 21 يوليو 1961 في مهمة ميركوري-ريدستون 4 شبه المدارية وهي الرحلة المأهولة الثانية لمشروع ميركوري والرحلة الفضائية البشرية الثانية التي تقوم بها الولايات المتحدة. حيث غرقت العملات المعدنية مع الكبسولة في المحيط الأطلسي ولكن قاموا بانتشالها لاحقًا مع الكبسولة من عمق يقارب 16,000 قدم (4,900 م) في عام 1999.

## النسخة الذهبية المئوية لعام 2016

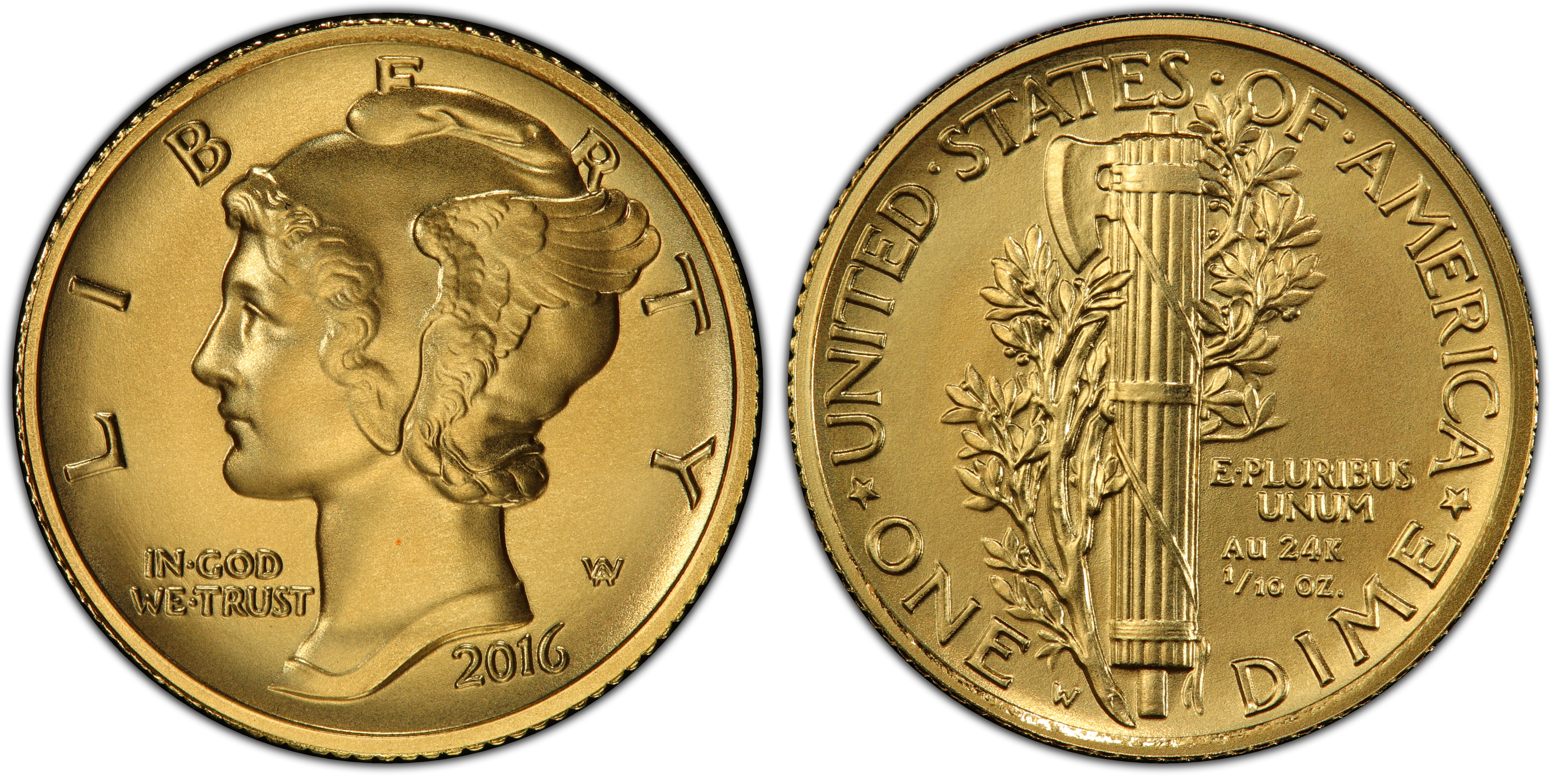
عملة معدنية من فئة عشرة سنتات ذهبية عطارد لعام 2016

أصدرت دار سك العملة نسخة مئوية من العملة المعدنية من فئة العشرة سنتات ميركوري باللون الذهبي في 21 أبريل 2016، وبيعت عن طريق الموقع الرسمي لدار سك العملة. كان الطلب مرتفعًا للغاية لدرجة أنه لم يعد من الممكن تقديم الطلبات خلال 45 دقيقة من توفر العملة. في 26 أبريل أعلنت دار سك العملة أنها باعت 122,510 وحدة أي ما يقرب من 2,490 قطعة فقط من الحد الأقصى المسموح به لسك العملة. أما الباقي والذي تضمن ما يقرب من 8000 إلى 9000 قطعة نقدية لم تباع أو أرجعت إلى دار السك من مبيعات سابقة فقد عرض للبيع في 15 ديسمبر 2016 بحد أقصى عملة واحدة لكل عميل وبيعت خلال 90 دقيقة.